# Onthophagus surdus
Onthophagus surdus là một loài bọ cánh cứng trong họ Bọ hung (Scarabaeidae).